# Sobekemsaf II
Sobekemsaf II (đầy đủ hơn là Sekhemre Shedtawy Sobekemsaf) là một vị vua thuộc Thời kỳ Chuyển tiếp thứ Hai của Vương triều thứ 17. Ông cai trị Ai Cập vào những năm 1570 TCN, khi một phần Ai Cập bị người Hyksos chiếm giữ.

## Gia đình
Sobekemsaf II là con trai của Sobekemsaf I. Hoàng hậu Nubemhat, vợ chính của Sobekemsaf I, bà biết đến qua tấm bia của hoàng tử Ameni (con của hoàng hậu Haankhes với một pharaon không rõ, có thể là Sekhemre-Heruhirmaat Intef, sau lấy Sobekemheb) với một tên hiệu duy nhất "Người vợ hoàng gia vĩ đại", và chỉ được đề cập là mẹ của công chúa Sobekemheb. Vì thế bà có lẽ không phải là mẹ đẻ của Sobekemsaf II.
Sobekemsaf có 2 người con trai, về sau đều kế vị ông trở thành vua, là Sekhemre-Wepmaat Intef và Nubkheperre Intef, dựa vào văn bản trên rầm cửa của một ngôi đền ở Gebel-Antef, xây dựng bởi Nubkheperre. Sử sách không nhắc đến mẹ của cả hai. Theo 2 cuộn giấy Papyrus Abbott và Leopold II-Amherst Papyrus, người vợ chính thức của Sobekemsaf là hoàng hậu Nubkhaes. Không có bằng chứng nào cho thấy mối liên hệ giữa bà và các người con của Sobekemsaf II.
Vào triều đại thứ 13, cũng có một hoàng hậu tên Nubkhaes. Điều này từng khiến người ta lầm tưởng Sobekemsaf II là vua của thời này. Một tấm bia đá của một hoàng hậu tên Nubkhaes hiện đang được trưng bày tại Bảo tàng Louvre, tuy nhiên người chồng của bà lại không được đề cập.

## Lăng mộ
Ngôi mộ của ông nằm tại Dra Abu el-Naga. Một số hiện vật còn sót lại là một tấm bia hình chóp của Sobekemsaf II, một bức tượng nhỏ bằng đá bazan của ông (đã bị mất phần đầu), nhiều kỷ vật hình con bọ hung. Ngoài ra còn có 2 cột tháp thuộc về Sobekemsaf II, một cái đã mất, cái còn lại được trưng bày tại Bảo tàng Cairo.

### Vụ trộm mộ của Sobekemsaf II
Vụ cướp mộ của Sobekemsaf II được ghi lại trong cuốn Papyrus Abbott và Leopold II-Amherst Papyrus, vào năm thứ 16 của Ramesses IX. Những lời thú tội cùng với những bản án xét đối với những kẻ đào trộm mộ được mô tả chi tiết trong cuộn Leopold II-Amherst Papyrus, vào ngày 22 tháng 7 theo lịch Ai Cập, năm 16 Ramesses IX.
Theo đó, một người thợ xây của ngôi đền Amun-Ra tên là Amenpnufer, cùng với 6 đồng phạm, đã đột nhập ngôi mộ của Sobekemsaf II vào năm thứ 13 Ramesses IX. Hắn khai rằng đã lấy tất cả "160 deben vàng" (tương đương 14,5 kg) từ 2 xác ướp (của Sobekemsaf và hoàng hậu). Ngoài ra còn nhiều đồ trang sức quý giá và những vật phẩm tùy táng làm bằng bạc và đồng. Sau khi lấy hết vàng ngọc khảm trên những cỗ quan tài, Amenpnufer đã châm lửa đốt chúng. Hắn cùng các đồng bọn đã chịu mức án cao nhất - tử hình theo lệnh của Ramesses IX.

## Hình ảnh
- Bức tượng của Sobekemsaf II
- Tấm bia bằng đá vôi của Sobekemsaf II